# سي دي إم أيه 2000

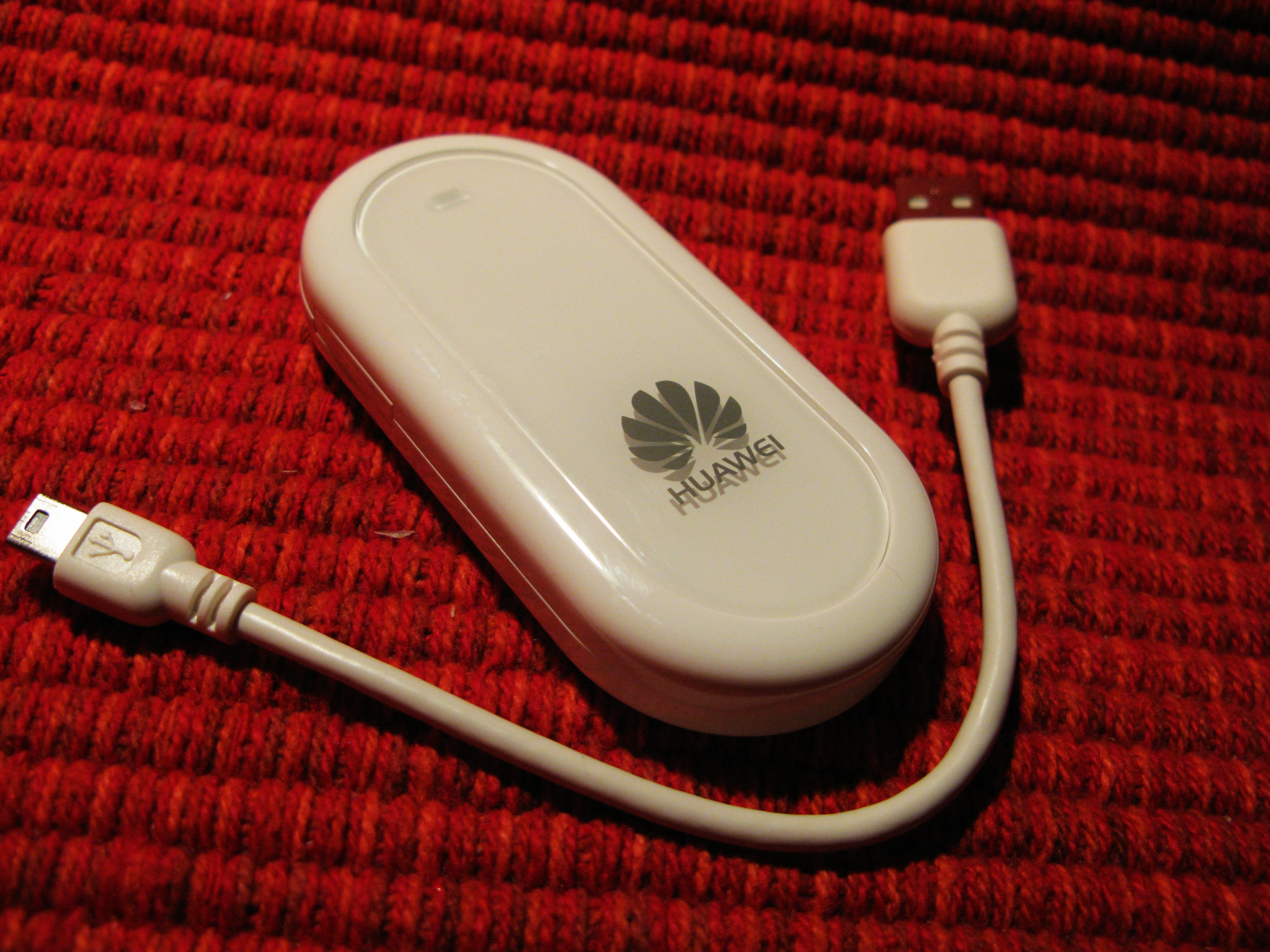

سي دي إم أي 2000 (بالإنجليزية: CDMA2000)‏ هو نظام خليط من الجيل 2.5 والجيل الثالث من أنظمة الاتصالات الحديثة ويستعمل نظام سي دي إم أيه وهو نظام الوصول المتعدد باستخدام الشفرة لإرسال واستقبال البيانات والقنوات الهاتفية لاسلكيا كما في الهواتف النقالة.
يعتبر CDMA2000 من الجيل 2.5 في شبكات الهاتف 1xRTT و 3 في نظام البيانات المتناظرة المتستخلصة EVDO.
تعتبر معايير CDMA2000 1xRTT, CDMA2000 EV-DO, و CDMA2000 EV-DV مصرح بها من قبل الإتحاد الدولي للإتصالات كواجهات راديوية وتطوير مباشر للجيل الثاني من نظام سي دي إم أي. كما أن CDMA2000 غير متوافق مع نظام UMTS المنافس له. يعمل CDMA2000 في الترددات 450 MHz, 700 MHz, 800 MHz, 900 MHz, 1700 MHz, 1800 MHz, 1900 MHz, و 2100 MHz وعادة مايكون عرض النطاق 1.25 MHz

## أنواعه

### 1xRTT
```
3xymobile
```

## البلدان المستعملة لنظام CDMA2000
أذربيجان, بنغلاديش, بيلاروسيا, البرازيل, كندا, الصين, الدانمارك, الإكوادور, استونيا, إثيوبيا, غامبيا, جورجيا, غانا, هونغ كونغ, ايسلاند, الهند, إندونيسا, جاميكا, اليابان, كينيا, مدغشقر, المكسيك, المغرب, منغولا, النيبال, نيوزلاندة, النرويج, باكستان, بولاندا, روسيا, سيراليون, سيرلانكا, جنوب أفريقيا, رومانيا, البرتغال, السويد, تايوان, تايلاند, أوكرانيا, الولايات المتحدة, فنزويلا, اليمن, العراق.